# NBA All-Star Game 2021
Das NBA All-Star Game 2021 war die 70. Auflage des All-Star Games der NBA und wurde im Rahmen des All-Star Weekends am 7. März 2021 in der State Farm Arena in Atlanta ausgetragen, der Heimstätte der Atlanta Hawks. Team LeBron (nach LeBron James) besiegte Team Durant (nach Kevin Durant) mit 170:150.

## Trainer
Quin Snyder, Trainer der Utah Jazz, qualifizierte sich am 15. Februar als Cheftrainer des Teams LeBron. Doc Rivers, Trainer der Philadelphia 76ers, qualifizierte sich ebenfalls am 19. Februar, nach dem Sieg über die Chicago Bulls, als Cheftrainer des Teams Durant.

## Kader
Wie schon in den Vorjahren wurden die Spieler für das All-Star Game durch ein Voting ausgewählt. Die Fans konnten sowohl über die NBA-Website als auch über ihr Google-Konto abstimmen. Die Starter wurden von den Fans, den Medien und den aktuellen NBA-Spielern gewählt. Die Fans machten 50 % der Stimmen aus, und die NBA-Spieler und die Medien machten jeweils 25 % der Stimmen aus. Die zwei Guards und drei Frontcourt-Spieler, die in jeder Konferenz die meisten Stimmen erhielten, wurden zu den All-Star-Startern ernannt, und zwei Spieler in jeder Konferenz mit den meisten Stimmen wurden zu Teamkapitänen ernannt. Die NBA-Cheftrainer wählten die Reservespieler für ihre jeweiligen Konferenzen, von denen keiner aus dem eigenen Team sein durfte. Jeder Trainer wählte zwei Guards, drei Frontcourt-Spieler und zwei Wild Cards, wobei die ausgewählten Spieler in jeder Kategorie in der Reihenfolge ihrer Präferenz geordnet wurden. Wenn ein Spieler mit mehreren Positionen ausgewählt werden sollte, wurden die Trainer aufgefordert, für den Spieler auf der Position zu stimmen, die „am vorteilhaftesten für das All-Star-Team“ war, unabhängig davon, wo der Spieler auf dem All-Star-Stimmzettel aufgeführt war oder auf welcher Position er in den Box Scores aufgeführt war.
| Pos.                  | Spieler               | Mannschaft             | Nominierung | Stimmen |
| Starter               | Starter               | Starter                | Starter     | Starter |
| --------------------- | --------------------- | ---------------------- | ----------- | ------- |
| G                     | Stephen Curry         | Golden State Warriors  | 7.          |         |
| G                     | Luka Dončić           | Dallas Mavericks       | 2.          |         |
| F                     | LeBron James          | Los Angeles Lakers     | 17.         |         |
| F                     | Giannis Antetokounmpo | Milwaukee Bucks        | 5.          |         |
| C                     | Nikola Jokić          | Denver Nuggets         | 3.          |         |
| Ersatzspieler         |                       |                        |             |         |
| G                     | Chris Paul            | Phoenix Suns           | 11.         |         |
| G                     | Damian Lillard        | Portland Trail Blazers | 6.          |         |
| G                     | Jaylen Brown          | Boston Celtics         | 1.          |         |
| F                     | Paul George           | Los Angeles Clippers   | 7.          |         |
| F                     | Domantas Sabonis 1    | Indiana Pacers         | 2.          |         |
| C                     | Rudy Gobert           | Utah Jazz              | 2.          |         |
| Nicht spielberechtigt |                       |                        |             |         |
| F                     | Ben Simmons           | Philadelphia 76ers     | 3.          |         |

| Pos.                  | Spieler           | Mannschaft           | Nominierung | Stimmen |
| Starter               | Starter           | Starter              | Starter     | Starter |
| --------------------- | ----------------- | -------------------- | ----------- | ------- |
| G                     | Bradley Beal      | Washington Wizards   | 3.          |         |
| G                     | Kyrie Irving      | Brooklyn Nets        | 7.          |         |
| F                     | Kawhi Leonard     | Los Angeles Clippers | 5.          |         |
| F                     | Jayson Tatum 2    | Boston Celtics       | 2.          |         |
| F                     | Zion Williamson 5 | New Orleans Pelicans | 1.          |         |
| Ersatzspieler         |                   |                      |             |         |
| G                     | James Harden      | Brooklyn Nets        | 9.          |         |
| G                     | Mike Conley Jr. 4 | Utah Jazz            | 1.          |         |
| G                     | Donovan Mitchell  | Utah Jazz            | 2.          |         |
| G                     | Zach LaVine       | Chicago Bulls        | 2.          |         |
| F                     | Julius Randle     | New York Knicks      | 1.          |         |
| C                     | Nikola Vučević    | Orlando Magic        | 2.          |         |
| Verletzt              |                   |                      |             |         |
| F                     | Kevin Durant      | Brooklyn Nets        | 11.         |         |
| G                     | Devin Booker 3    | Phoenix Suns         | 2.          |         |
| F                     | Anthony Davis     | Los Angeles Lakers   | 8.          |         |
| Nicht spielberechtigt |                   |                      |             |         |
| C                     | Joel Embiid       | Philadelphia 76ers   | 4.          |         |